# 株落失能
株落失能（英語：Clonal anergy）又称克隆无反应，是一個免疫學名詞。描述的是周邊淋巴球對於外來物質失去產生免疫反應的能力，而導致耐受性。失能的淋巴球株落將無法對於特定的抗原產生免疫反應，通常此抗原為自身抗原。株落失能為誘導產生抗原耐受性的方法之一（另外為株落刪除和免疫系统），以避免免疫系統攻擊自身抗原，而導致自體免疫疾病。

## 機制
此現象最早是Gustav Nossal於B細胞上面發現，並被命名為「株落失能」。此株B細胞仍然存活，但已經失去產生免疫反應的功能。後來Ronald Schwartz和Marc Jenkins也在T細胞身上發現了此現象。許多病毒（如HIV）和細菌（如痲瘋桿菌）會利用此系統誘導免疫系統對於這些病原菌產生耐受性。
就細胞層及來說，株落失能象徵的是免疫細胞無法對於目標進行完整的反應。在免疫系統中，在血液中循環的淋巴球是抵擋病毒、細菌，和寄生蟲的基本防線。但在這些淋巴球中，真正可以辨識特定抗原的實在少之又少。當受到感染時，這些具有辨識抗原能力的細胞會迅速活化增生，這種現象稱為「株落增殖」（clonal expansion），使個體可以快速產生免疫反應。

## 臨床意義
株落失能可以用於減緩器官移植後所產生的排斥現象。且相較於其他免疫抑制劑副作用更低。
另外也可能可以用於治療自體免疫疾病，如糖尿病、類風濕性關節炎，和多發性硬化症，也可以用於治療過敏。反之，如果可以成功抑制身體對於腫瘤細胞的株落失能反應，則可以再次啟動身體對於腫瘤的免疫作用。

## 試驗
一般檢驗細胞免疫的方法為皮下測試，有「Multitest Mérieux」和 「CMI Multitest系統」兩種。皮下測試乃將數種不同抗原接種於皮下（破傷風類毒素、結核菌素、白喉、鏈球菌、念珠菌、毛癬菌屬，及變形菌等），並與甘油進行對照。

## 延伸閱讀
- Jenkins, Marc K. . Immunology Today. February 1992, 13 (2): 69–73. PMID 1349483. doi:10.1016/0167-5699(92)90137-V.

## 外部連結
- 醫學主題詞表（MeSH）：Clonal+anergy